# Leucospermum cordifolium
Leucospermum cordifolium là một loài thực vật có hoa trong họ Quắn hoa. Loài này được Fourc. miêu tả khoa học đầu tiên năm 1932.